# Пепе ле Моко
«Пепе́ ле Моко́» (фр. Pépé le Moko) — французька кримінальна драма 1936 року з Жаном Габеном у головній ролі, поставлена режисером Жульєном Дювів'є в художній манері поетичного реалізму.

## Сюжет
Кримінальний злочинець Пепе ле Моко (прізвисько Моко — жаргонна назва жителя Тулона), що вчинив зухвалий напад на банк в Тулоні, другий рік ховається в районі Казба — заплутаних нетрях Алжира. Разом зі своєю коханкою Інес, членами банди: агресивним Карлосом, молодим П'єро, в'їдливим «Старим», він надійно схований від поліції круговою порукою кримінальних кварталів. Усі спроби захопити його в Казбі закінчуються безрезультатно. При цьому поліцейський-алжирець інспектор Сліман часто і відкрито зустрічається з Пепе. Він не підлещується перед бандитами і, не схвалюючи безперспективних силових дій колоніальної влади, відкрито заявляє, що одного разу заарештує ле Моко хитрістю. Одного разу Пепе знайомиться з красивою парижанкою Габі Гулд, яка відстала від своїх супутників-французів під час прогулянки і заблукала в нетрях. Вона захоплена чарівливістю бандита і наступного дня умовляє інспектора Слімана знову організувати їй зустріч з ле Моко. Під час побачення в кафе Пепе, зачарований Габі, усвідомлює, що в задушливих лабіринтах Казби нудьгує за Францією.
У нетрях знаходиться інформатор — Реджис, який, за узгодженням з поліцією, виманює недосвідченого П'єро в центральні квартали столиці, де організована засідка. Пепе, здогадуючись про провокацію, утримує Реджиса в Казбі до повернення свого молодого товариша. Тільки вночі вже смертельно пораненому юнакові вдається дістатися до притулку. Він, підтримуваний ле Моко і Карлосом, вбиває інформатора і тут же помирає сам.
Габі, що знаходиться на утриманні товстосума Максіме Кліпа, обманює свого покровителя і знову зустрічається з Пепе. Їх стосунки переходять в інтимні, що швидко стає відомим Сліману. Він доводить це до відома Максіме. Після короткого з'ясування стосунків Габі кидає свого власника і вирушає до Пепе. Але в холі готелю інспектор повідомляє, що її коханого тільки що застрелено при облаві. Зломлена, вона приймає пропозицію Максіме негайно покинути Алжир. Розвиваючи інтригу, Сліман через інформаторів відкриває ле Моко, що Габі повертається до Франції. Пепе прямує в порт, його заарештовують практично біля трапу. Відчувши щось, Габі виходить на корму пароплава, що вже відпливає. Пепе кричить їй, але гудок заглушає його. Він вихоплює з потайної кишені ніж і вбиває себе.

## У ролях
| Жан Габен       | ···· | Пепе ле Моко                      |
| Лін Норо        | ···· | Інес, його коханка                |
| Габріель Габріо | ···· | Карлос, член банди                |
| Жильбер Жиль    | ···· | П'єро, член банди                 |
| Сатюрнен Фабр   | ···· | спільник Пепе за кличкою «Старий» |
| Лукас Грідо     | ···· | інспектор Сліман                  |
| Мірей Балін     | ···· | Габі Гулд, красива парижанка      |
| Шарлі Гранваль  | ···· | Максіме Кліп, покровитель Габі    |
| Фернан Шарпен   | ···· | Реджис, інформатор поліції        |
| Марсель Даліо   | ···· | Л'Арбі, спостерігач               |
| Гастон Модо     | ···· | Джиммі, «людина-оркестр»          |
| Філіпп Рішар    | ···· | Жонв'є                            |

## Визнання
| Нагороди та номінації фільму «Пепе ле Моко» | Нагороди та номінації фільму «Пепе ле Моко» | Нагороди та номінації фільму «Пепе ле Моко» | Нагороди та номінації фільму «Пепе ле Моко» | Нагороди та номінації фільму «Пепе ле Моко» | Нагороди та номінації фільму «Пепе ле Моко» |
| Рік                                         | Кінофестиваль/кінопремія                    | Категорія/нагорода                          | Номінант                                    | Результат                                   |                                             |
| ------------------------------------------- | ------------------------------------------- | ------------------------------------------- | ------------------------------------------- | ------------------------------------------- | ------------------------------------------- |
| 1940                                        | Премія Кінема Дзюмпо                        | Найкращий фільм іноземною мовою             | Пепе ле Моко                                | Перемога                                    |                                             |
| 1941                                        | Національна рада кінокритиків США           | Найкращий іноземний фільм                   | Пепе ле Моко                                | Перемога                                    |                                             |

## Культурний вплив
- У 1938 році за сюжетом стрічки було знято американський художній фільм «Алжир» (англ. Algiers) з Шарлем Буає і Геді Ламарр у головних ролях[2].
- У 1948 році також у США було поставлено й екранізовано мюзикл «Казба» (англ. Casbah) за участю Марти Торен, Івонни Де Карло, Петера Лорре[3].

## Критика
Оглядачі «San Francisco Chronicle»: «Видання „Пепе ле Моко“ — чиста насолода. Найвідоміша, як основа до американського фільму „Алжир“, стрічка 60 років була недоступна у США, за винятком убитих копій і поганих відеокасет. Виявляється, „Пепе ле Моко“ навіть краще за „Алжир“! Французька версія перевершує голлівудський оригінал по передачі атмосфери. У Казбі Пепе — король і бранець. Він править цим пеклом і поліцейські не можуть дістатися до нього. Але він знає, що ніколи звідси не вирветься».
Кінокритик Джим Гоберман: «„Плейгерл Габі“, що заблукала в лабіринтах арабських кварталів, зустрічає чарівного і небезпечного Пепе. Вона — витончене, елегантне створіння, загорнута в шовки і обсипана перлами. Ви майже відчуваєте запах парфумів, який викликає в Пепе раптову і, в результаті, фатальну ностальгію за Парижем. Трикутник персонажів замикає інспектор Сліман — невизначеної сексуальної орієнтації, спритний, солодкомовний алжирський поліцейський, який зводить коханців, щоб згубити Пепе. Трішки расист і надмірно сексист, Пепе ле Моко найкраще сприймається через його ексцентричні вчинки. Ніхто не може не здивуватися тій щасливій румбі, яку харизматичний Габен (у минулому — артист вар'єте) виконує після свого чарівливого побачення. Серйозніша сцена, де Пепе готується до фіналу, одягнувшись випадково в колоніальний шолом, шовковий шарф і гетри. Казба тане за ним, як сон, коли він мчить до моря і кидається у смерть — одночасно вигадану і реальну».
Фільм не проходить тест Бекдел.